# مارشا بيرغر
مارشا بيرغر (بالإنجليزية: Marsha Berger)‏ هي رياضياتية وعَالِمَة حاسوب أمريكية، ولدت في 1953.